# Hopium
Hopium ist die Automobilmarke des 2019 vom Autorennfahrer Olivier Lombard gegründeten französischen Start-up-Unternehmens HMC. Der Fokus des Autoherstellers lag bei Fahrzeugen mit Wasserstoffantrieb, das erste Modell der Marke war der Hopium Māchina. Im Juli 2023 meldete das Unternehmen Insolvenz an.

## Hintergrund
Im Jahr 2019 gründete der französische Rennfahrer Olivier Lombard, der jüngste Sieger des 24-Stunden-Rennen von Le Mans, in Paris das Start-up-Unternehmen Hydrogen Motive Company (HMC) mit seiner Automarke Hopium, deren Ziel es ist, ein Wasserstoffbetriebenes Fahrzeug in Frankreich zu produzieren und auf den Markt zu bringen. Am 23. Dezember 2019 war dann der Börsengang des Unternehmens, Hopium wurde im Access-Teil von Euronext Paris notiert.
Im Mai 2021 wurde dann eine Kooperation mit Plastic Omnium angekündigt, der Automobilzulieferer fertigt demnach das Wasserstoffspeichersystem für den Hopium Māchina. Im Juni 2021 präsentierte Hopium dann im Rahmen der Viva Technology Show in Paris mit dem Alpha 0 seinen ersten fahrenden Prototyp. Die Ankündigung einer Partnerschaft mit Saint-Gobain Sekurit folgte im Oktober 2021, zusammen mit dem Hersteller für Automobilverglasung entwickelt Hopium die Fenster des Māchina.
Im September 2022 gab Hopium die Errichtung des ersten Produktionswerks im nordfranzösischen Douains bekannt. Am Standort sollten demnach die ersten Produktionslinien mit einer Kapazität von 20.000 Fahrzeugen pro Jahr, sowie ein Forschungs- und Entwicklungszentrum entstehen.

### Hopium Māchina
Der Hopium Māchina ist das erste wasserstoffbetriebene Fahrzeug von HMC. Die Oberklasselimousine wurde auf dem Pariser Autosalon 2022 vorgestellt und sollte 2025 erscheinen. Ihr aus Brennstoffzellen und einer Pufferbatterie gespeister Elektromotor soll über 368 kW (500 PS) leisten. Dank der von Plastic Omnium zugelieferten Tanks aus thermoplastischen Kunststoff, die auf 700 bar Fülldruck ausgelegt sind, soll eine Reichweite von 1000 Kilometer möglich sein. Die Tanks sind mit einer Wicklung aus Kohlenstofffasern verstärkt. Olivier Lombard plante mit einem wasserstoffbetriebenen Fahrzeug im Jahr 2024 beim 24-Stunden-Rennen in Le Mans zu starten.

### Insolvenz und Neuausrichtung
Im Juli 2023 musste das Unternehmen Insolvenz anmelden (redressement judiciaire).
Im Februar 2024 wurde ein neuer CEO ernannt. Das Unternehmen gab fortan die Produktion eigener Automobilmodelle auf und wollte sich fortan auf die Weiterentwicklung der Brennstoffzellentechnologie konzentrieren.